# قرطم
القُرطم أو القِرطم جنس نباتي ينتمي إلى الفصيلة النجمية. يضم هذا الجنس بضع عشرات من الأنواع أهمها القرطم الصباغي الذي يؤخذ منه العصفر.

## الموئل والانتشار

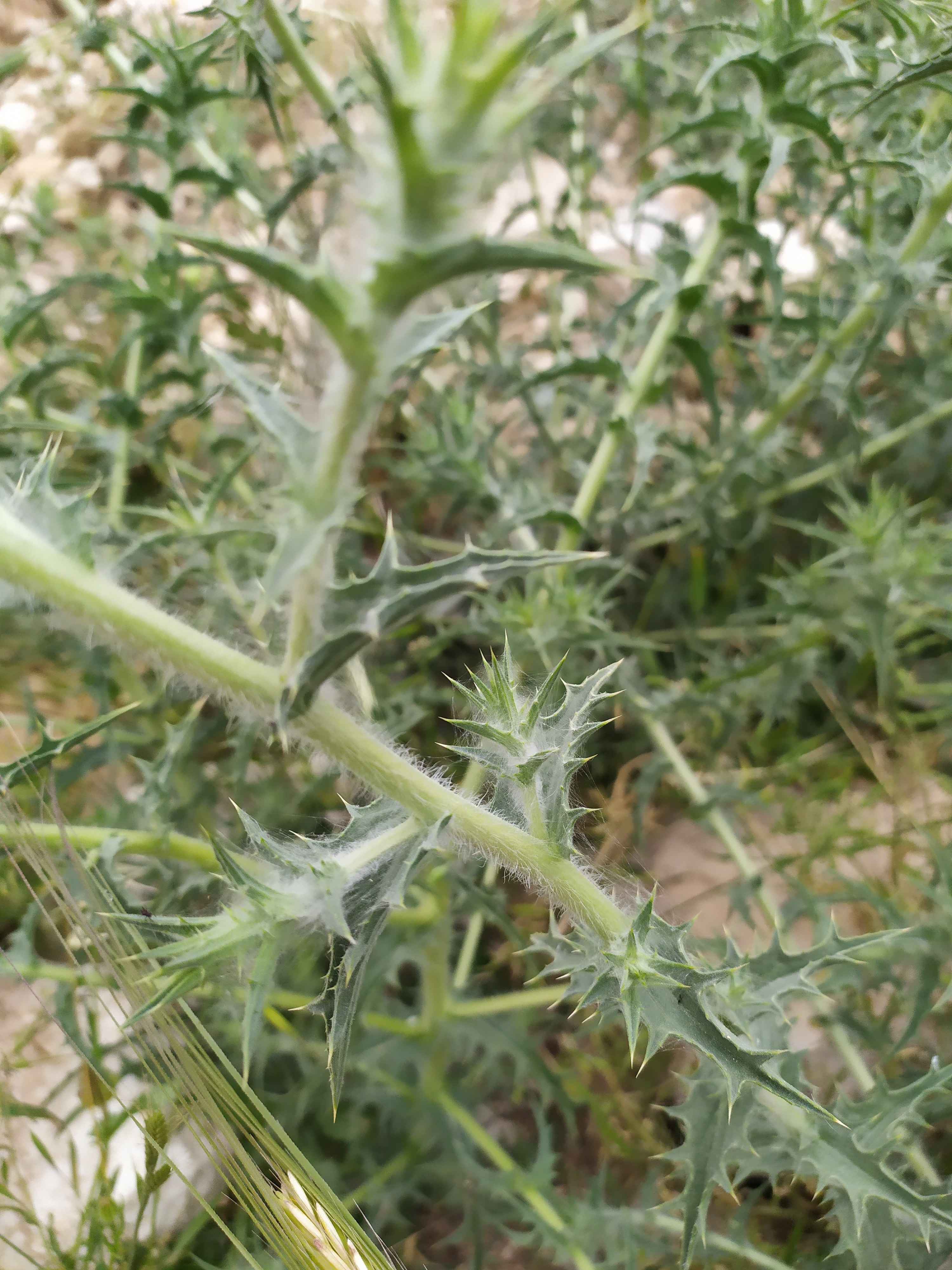
نبات القوص الشوكي أو القرطم

موطنه معظم أنواعه حوض البحر الأبيض المتوسط.

## من أنواعهالواطنةفيالوطن العربي
- القرطم الأَزرق (باللاتينية: Carthamus caeruleus) في المغرب العربي وبلاد الشام وقبرص وتركيا وبعض مناطق جنوب أوروبا
- القرطم البكتيني (باللاتينية: Carthamus pectinatus) في المغرب العربي
- القرطم حاد الشوك (باللاتينية: Carthamus oxyacantha) في بلاد الشام والقوقاز
- قرطم دوفو (باللاتينية: Carthamus duvauxii) في المغرب العربي
- القرطم الرقيق (باللاتينية: Carthamus tenuis) ويتبعه عدة أنوعة:

- القرطم الرقيق نويع الرقيق (باللاتينية: Carthamus tenuis (Boiss. & C. I. Blanche) Bornm. subsp. tenuis)
- القرطم الرقيق نويع المرهف (باللاتينية:  Carthamus tenuis subsp. gracillimus (Rech. f.) Hanelt)
- القرطم الرقيق نويع الورقي (باللاتينية: Carthamus tenuis subsp. foliosus Hanelt)

- القرطم الرمادي (باللاتينية: Carthamus glaucus) في بلاد الشام ومصر والمغرب العربي وتركيا واليونان والقوقاز

- القرطم الرمادي نويع الأناضولي (باللاتينية: Carthamus glaucus subsp. anatolicus) في بلاد الشام
- القرطم الرمادي نويع الغدي (باللاتينية: Carthamus glaucus subsp. glandulosus) في بلاد الشام
- القرطم الرمادي نويع الرمادي (باللاتينية: Carthamus glaucus subsp. glaucus) في بلاد الشام

- القرطم الشجري (باللاتينية: Carthamus arborescens) في المغرب العربي وإسبانيا
- القرطم الشجيري (باللاتينية: Carthamus fruticosus) في المغرب العربي
- القرطم الصوفي (باللاتينية: Carthamus lanatus) في مصر والمغرب العربي وتركيا واليونان والقوقاز ومعظم مناطق أوروبا
- القرطم صوفي الرأس (باللاتينية: Carthamus eriocephalus) في مصر والمغرب العربي
- القرطم الفارسي (باللاتينية: Carthamus persicus) في بلاد الشام وسيناء وتركيا
- القرطم اللامع (باللاتينية: Carthamus nitidus) في بلاد الشام وسيناء
- القرطم المسنن (باللاتينية: Carthamus dentatus) في بلاد الشام وقبرص وتركيا وجنوب البلقان
- القرطم الهيليني (باللاتينية: Carthamus helenioides) في المغرب العربي

## من أنواعه الأخرى
- القرطم الأناضولي (باللاتينية: Carthamus anatolicus)
- القرطم الصباغي (باللاتينية: Carthamus tinctorius) دخيل في حوض المتوسط
- القرطم الكريتي (باللاتينية: Carthamus creticus)
- القرطم المتشعب (باللاتينية: Carthamus divaricatus)
- القرطم المصفر (باللاتينية: Carthamus flavescens)
- القرطم النجمي الشاحب (باللاتينية: Carthamus leucocaulos)
- القرطم اليوناني (باللاتينية: Carthamus boissieri)